# USS LST-925
O USS LST-925 foi um navio de guerra norte-americano da classe LST que operou durante a Segunda Guerra Mundial.